# Мичуринское озеро
Мичу́ринское о́зеро (бывш. Бе́лое о́зеро, фин. Valkjärvi) — озеро на Карельском перешейке. На северном берегу озера расположен большой посёлок Мичуринское. Площадь 5,9 км², площадь водосбора 26,4 км².
Прежнее название озера объясняется слабой (по сравнению с остальными озёрами Карельского перешейка) окрашенностью вод. Длина — 4,5 км, ширина — 2,5 км. Глубина — 16,5 м (восточный плёс). Питание в основном от грунтовых вод. Сток по реке Белая незначительный. Берега высокие, песчаные. Прибрежные мелководья в зарослях тростника на 10-20 (иногда больше) метров от берега. Водятся ряпушка, плотва, щука, налим.
Находится к югу от группы Морозовских озёр.

## Галерея

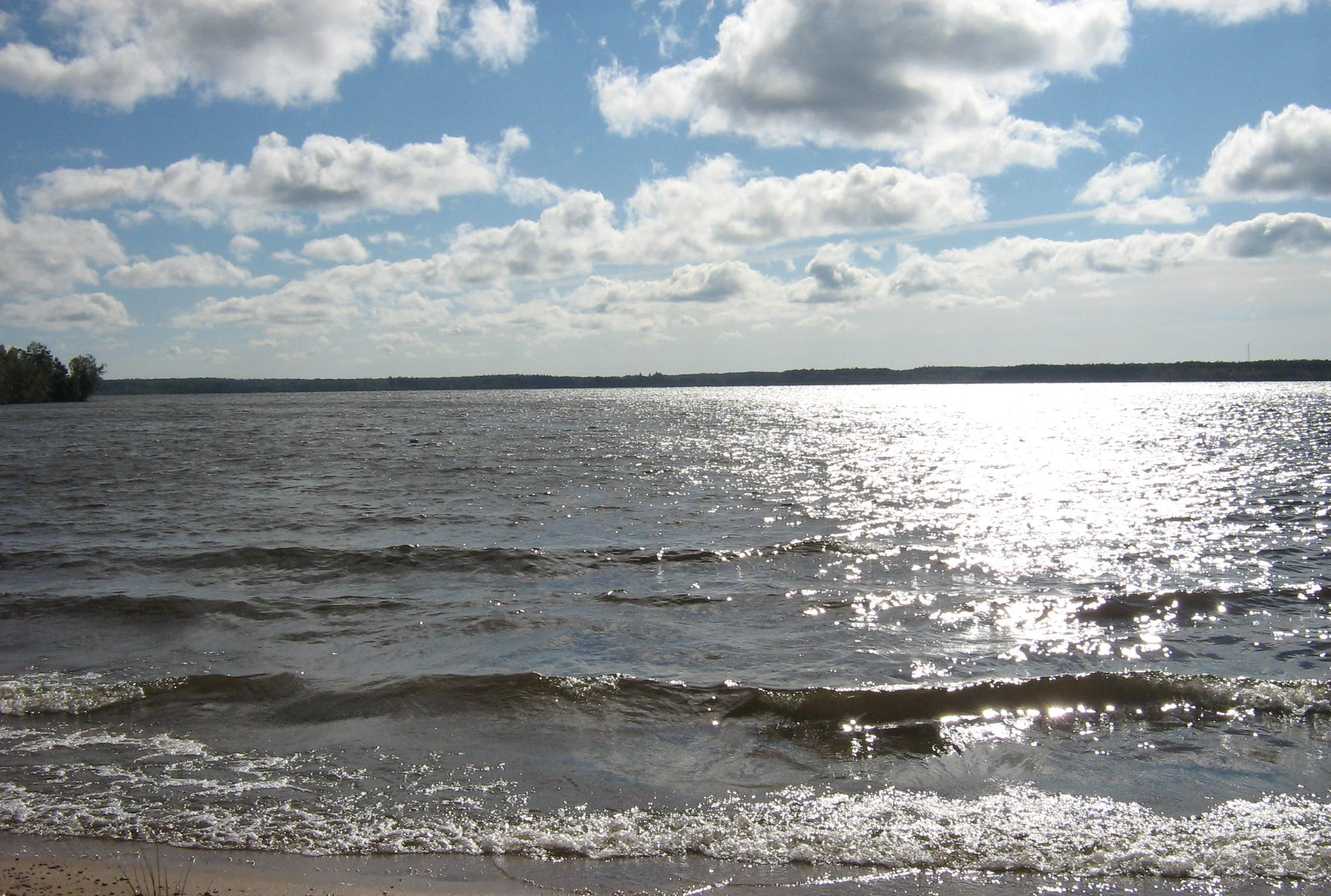
Мичуринское озеро со стороны одноимённого посёлка.
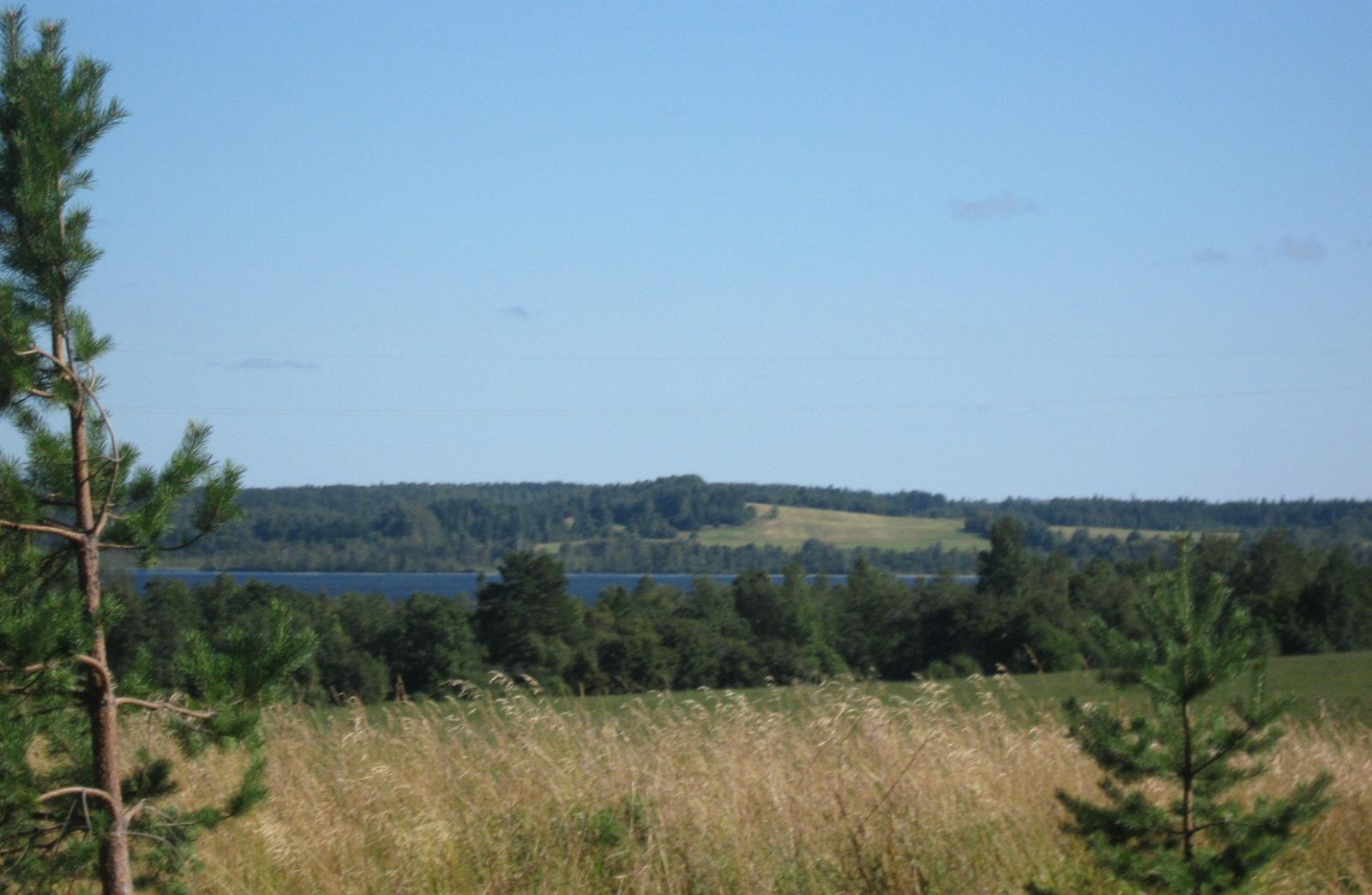
Мичуринское озеро со стороны деревни Бережок
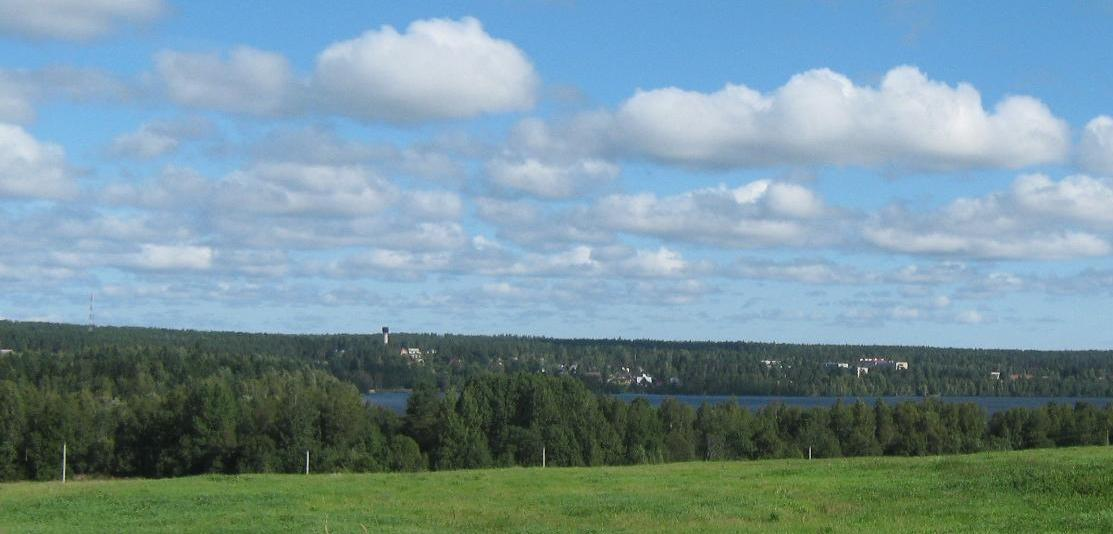
Вид на озеро из деревни Кучерово